# دان هينيسي
دان هينيسي (بالإنجليزية: Dan Hennessey)‏ هو ممثل أمريكي، ولد في 11 سبتمبر 1942 في نيوجيرسي في الولايات المتحدة.

## أعمال

### أفلام
- (1986) ذا بوي ان بلو

### مسلسلات
- دبدوب المحبوب
- مغامرات تان تان
- نعنوع الدلوع

## وصلات خارجية
- دان هينيسي على موقع IMDb (الإنجليزية)
- دان هينيسي على موقع قاعدة بيانات الفيلم (الإنجليزية)